# 草絵
草絵（くさえ）は、下絵を描かずに、切った和紙を台紙に貼り付けて創る日本画のこと。尼僧で画家の妣田圭子が始めた技法で、書道の草書のような躍動感、簡略化された美を追求する絵画のため、愛好家が多い。

## 概略
画材は、自然界を表現する「草木染めの和紙」を使う。糊で貼り付けた際に捲れにくい手漉きの和紙を切って、台紙に下絵を描かず、自在に貼り付けていく。
創始者の妣田は「鯉の滝登り」を例に出し、鯉の撥ねていない構図の絵が世間に多いと嘆いた上で、「私の絵（草絵）はパッと撥ねてなけりゃいけないの。生き物はすべて生命感がみなぎっていることが大切」と、純真さ、純粋さを追求。「草絵は少々はみ出していても、足りなくても、個性や自分というものの命があふれているようなもの」としている。
なお、下絵を描かず、ぶっつけ本番で制作する理由について「（下書きに合わせて和紙を貼るなら）“張り紙細工”または“切り抜き細工”であり、それ自身を絵とは言えない」といい、一方で「草絵を張り絵というなら、日本画や油絵は“ヌリ絵”ということになります」。
妣田から草絵を教わった日刊新聞『秋田魁新報』の人見誠治社長夫人の人見琴は、草絵の魅力について「草書のように形が極端に省略」され、「（草木染の）自然の色を使うため、色同士がケンカしない」渋さと調和と表現。「心が文になるのが詩なら、それが絵になるのが草絵」であり、「おとなが苦しみや喜びをしみじみと知った心で創るもの」。
妣田自身は、草絵とは「きびしい人間修業の中での『紙の世界の遊び』」であり、「はき出した"ためいき"のような作品」も生まれるが、それらは「生活の詩であり、音楽であると同時に、良きも、悪きも、それぞれにそのまま私自身」と語っている。